# Думбревіоара
Думбревіоара (рум. Dumbrăvioara) — село у повіті Муреш в Румунії. Входить до складу комуни Ерней.
Село розташоване на відстані 270 км на північний захід від Бухареста, 12 км на північний схід від Тиргу-Муреша, 80 км на схід від Клуж-Напоки, 132 км на північний захід від Брашова.

## Населення
За даними перепису населення 2002 року у селі проживали 1648 осіб.
Національний склад населення села:
| Національність | Кількість осіб | Відсоток |
| -------------- | -------------- | -------- |
| угорці         | 1539           | 93,4%    |
| румуни         | 75             | 4,6%     |
| цигани         | 33             | 2,0%     |

Рідною мовою назвали:
| Мова      | Кількість осіб | Відсоток |
| --------- | -------------- | -------- |
| угорська  | 1560           | 94,7%    |
| румунська | 74             | 4,5%     |
| циганська | 13             | 0,8%     |